# Дзюнъё-мару
«Дзюнъё-мару» (яп. 順陽丸 Дзюнъё: мару) — сухогруз, построенный в Британии в 1913 году. В 1926 году был продан Японии и во время Второй мировой войны стал одним из «кораблей ада». Потоплен в 1944 году британской подводной лодкой Tradewind. В результате погибло 5620 человек из числа находившихся на борту военнопленных и яванских рабочих.

## История
Судно было построено под названием Ardgorn на верфи Robert Duncan в Глазго по заказу компании Lang & Fulton. В 1917 году сухогруз был продан Norfolk & North American Steamship Company и переименован в Hartland Point. Через год снова продан Johnstone Line, в 1920 году название сменилось на Hartmore. В 1921 году последовали очередная продажа и переименование в Sureway. В Японию судно было продано в 1926 году, где получило название «Дзюнъё-мару».

## Железная дорога
Во время Второй мировой войны территория Голландской Ост-Индии была оккупирована Японией. К марту 1943 года сообщение с другими владениями Японской империи через порт Паданг, расположенный на юго-западе Суматры, было сильно осложнено действиями подводных лодок Союзников в Индийском океане. Проблема могла быть решена путём получения доступа к Малаккскому проливу через северное побережье Суматры. Для строительства железной дороги протяжённостью 220 км японские оккупационные власти использовали принудительный труд нескольких десятков тысяч индонезийских рабочих и около 5000 военнопленных. Железная дорога проходила через джунгли с большим количеством болот. Жесткие условия работы и содержания привели к тому, что к моменту окончания строительства количество жертв достигло 70 000 человек, что было сопоставимо с потерями при строительстве Тайско-Бирманской железной дороги, где погибло 90 000 человек.

## Корабль ада
Во время войны «Дзюнъё-мару» перевозил различные грузы, в 1944 году выполнял транспортировку пленных и индонезийских чернорабочих с Явы на Суматру для использования на строительстве железной дороги.
15—16 сентября 1944 года в яванском порту Танджунг Приок на борту «Дзюнъё-мару» было размещено, по разным оценкам, от 6526 до 6607 человек. Из них 4320 составляли яванские рабочие (ромуся), 506 заключённых из числа коренных жителей других восточных островов, 1781 военнопленный и интернированный гражданский, в основном голландцы, а также британцы, американцы и австралийцы. Охрана составляла 100 человек. В трюме были возведены дополнительные палубы из бамбука, разделённые перегородками из того же материала. Высота отсеков позволяла людям разместиться только лёжа. Пассажиры не были обеспечены питьевой водой, некоторые болели дизентерией и малярией. Как и другие японские «корабли ада», «Дзюнъё-мару» не имел никакой специальной маркировки и достаточного количества средств спасения.

## Потопление

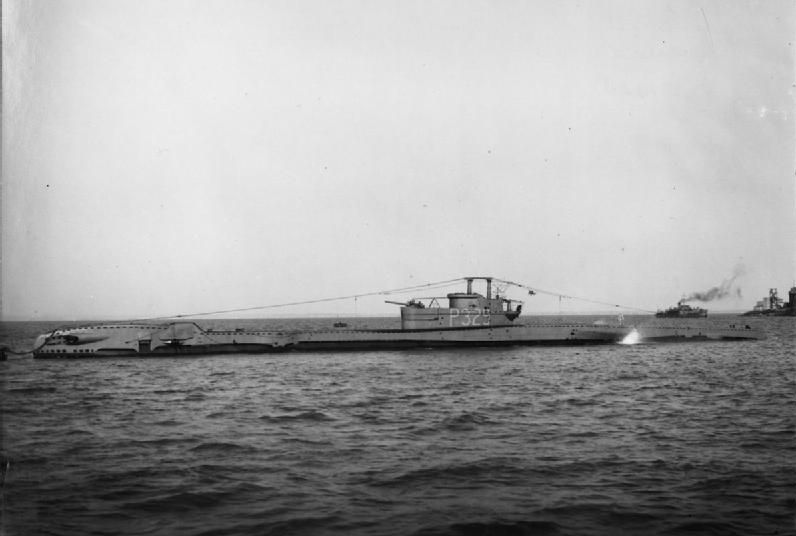
Подводная лодка Tradewind

«Дзюнъё-мару» вышел из порта 16 сентября в 15:00. Из-за перегрузки он не мог развить скорость более 8 узлов. Эскортное сопровождение состояло из сторожевого корабля No.8 и тральщика W-9. К утру 17 сентября судно достигло Зондского пролива. На следующий день, 18 сентября, «Дзюнъё-мару» был обнаружен британской подводной лодкой Tradewind. Основной перископ и радар лодки были неисправны, поэтому цель преследовалась из надводного положения до дистанции 3000 метров. После выхода на удобную для атаки позицию подлодка выпустила четыре торпеды в правый борт «Дзюнъё-мару» с дистанции 1750 метров, две из которых попали в цель.
«Дзюнъё-мару» потерял ход и начал погружаться. Бо́льшая часть команды и охранников успела покинуть судно, которое затонуло через двадцать минут в точке 02°52′ ю. ш. 101°12′ в. д.. Побережье Бенкулу находилось в 10—12 километрах, что было слишком далеко даже для сильных пловцов. Ещё через полчаса эскортные корабли, преследовавшие подлодку, вернулись к месту затопления, но спасали в первую очередь японцев. Количество уцелевших, по разным оценкам, составило от 723 до 880 человек. Погибло 5620 человек, из них 4000 индонезийцев и 1520 военнопленных. Уцелевшие были отправлены на строительство железной дороги, из них до конца войны дожило лишь 96 человек.
Линч Мейдон, командир Tradewind, узнал о том, что на борту «Дзюнъё-мару» находились военнопленные и индонезийские рабочие, через 24 года после потопления, вступив в переписку с одним из выживших.

## Память

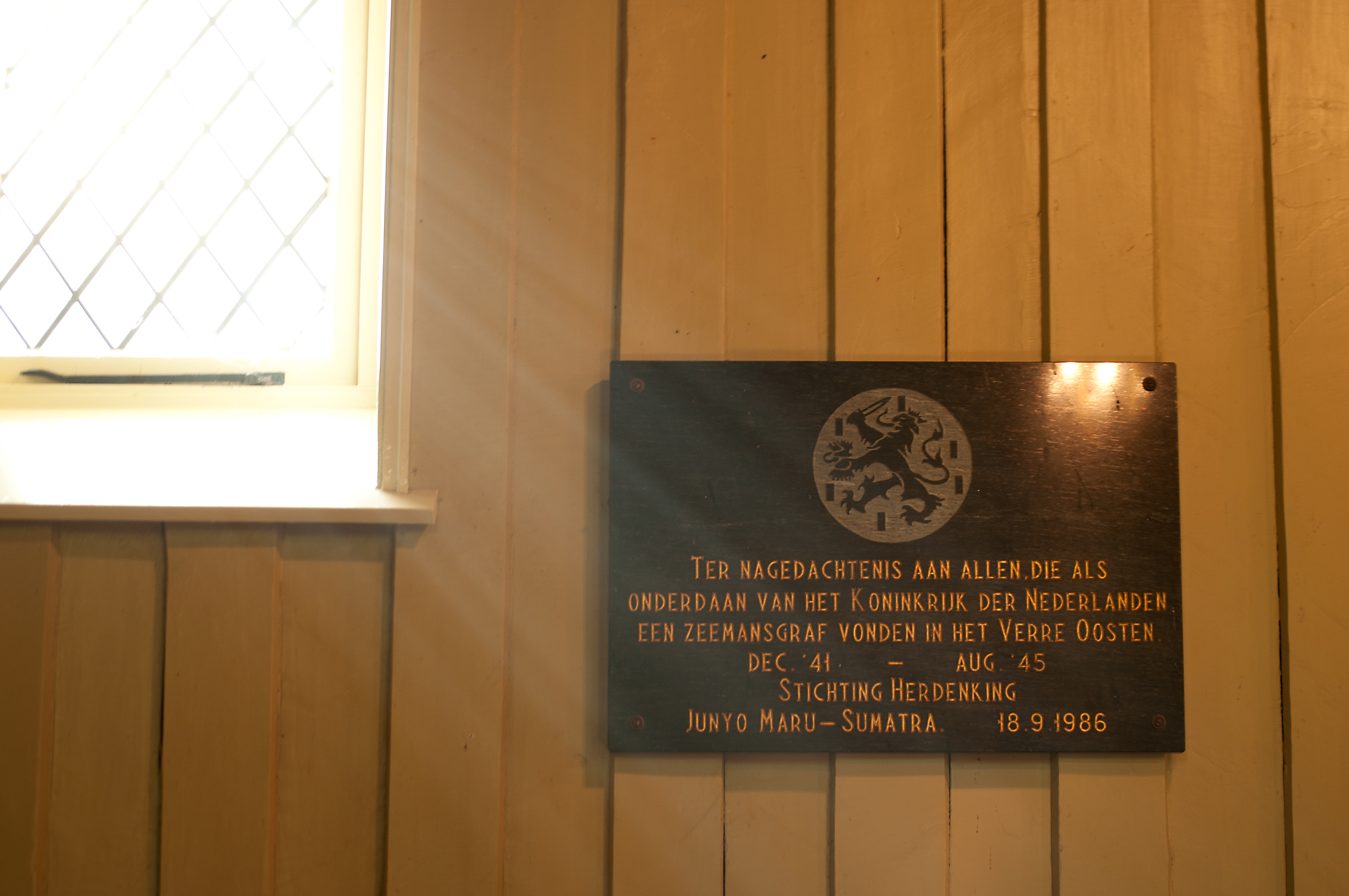
Мемориальная доска в голландской часовне

В часовне, расположенной на территории мемориального кладбища в Апелдорне, есть мемориальная доска «в память о гражданах Королевства Нидерланды, нашедших последнее пристанище в дальневосточных морях с декабря 1941 по август 1945». Доска размещена мемориальным обществом «„Дзюнъё-мару“ — Суматра» в 1986 году.
На территории военного кладбища в индонезийском городе Чимахи установлен мемориал с надписью «В память о жертвах морских транспортных судов 1942—1945. Общество „Дзюнъё-мару“».
На территории Бронбика расположен монумент в память о 22 000 погибших военнослужащих, гражданских и ромуся, погибших в результате транспортировки на «кораблях ада».
4 июня 2000 года около побережья Суматры состоялась мемориальная церемония. Три голландских фрегата, бельгийское грузовое судно и корабль ВМС Индонезии пришли к точке гибели «Дзюнъё-мару», чтобы почтить память погибших и возложить венки.